# キヤリア (空調設備メーカー)
キヤリア・グローバル・コーポレーション（英語: Carrier Global Corporation）は、アメリカ合衆国の電機メーカーである。
エア・コンディショナーや冷凍庫の製造を行っており、空調機器においては世界有数のシェアを持っている。かつては複合企業であるユナイテッド・テクノロジーズ（現レイセオン・テクノロジーズ）の一部門であった。
社名は創業者で近代エア・コンディショナーの発明者とされるウィリス・キャリアに由来するが、日本法人の表記は拗音になる「ヤ」の字が大きい「キヤリア」である（同様の例にキヤノンやキユーピー、オンキヨーなどがある）。

## 概要
現在、本社はコネチカット州ファミングトンにある。また、テキサス州タイラーの工場では家庭用のパッケージ・ユニットと商業用のコンデンシング・ユニット、ノースカロライナ州シャルロットの工場では付属品や付属機器を、インディアナ州インディアナポリスの工場では家庭用および商業用暖房機器とエア・ハンドラーを、テネシー州コリアービルでは家庭用コンデンシング・ユニットとヒートポンプを製造している。

## 歴史
キヤリアは、ウィリス・キャリアによって1930年代にニュージャージー州からニューヨーク州中央部にあるシラキューズに移転し、以降そこを拠点としてきた。1950年代に家庭用のエア・コンディショナーで成功を収めた。それは都市部から、アメリカ南西部のサンベルトに住宅地が進出する革命をおこした。1979年、プラット・アンド・ホイットニーなどを傘下に持つ巨大工業コングロマリットであるユナイテッド・テクノロジーズに買収された。近年は工場のアジア移転や、運営組織がユナイテッド・テクノロジーズ本社のあるコネチカット州近くに移ったことにより、シラキュースでの存在感は縮小傾向にあり、シラキュースの地域経済にとって難問となっている。
2016年、キヤリアのインディアナ州の工場は、従業員1,400人を削減し、メキシコへの移転が決まっていたが、2016年アメリカ合衆国大統領選挙に立候補したドナルド・トランプは選挙戦を通じて、また、当選後もキヤリア側へ国外移転阻止の働きかけを行った。

## 日本における法人および合弁企業
キヤリアの日本法人は、東洋キヤリア工業株式会社（とうようキャリアこうぎょう、英語: Toyo Carrier Engineering Co., Ltd.）として1930年に設立された。
日本で初めてエア・コンディショナーを製造し、霞が関ビルや皇居などに空調施設を納めた。工事部門は1969年に新日本空調株式会社（のち三井物産傘下へ）として分離独立した。

### 日本キヤリア
1999年2月1日にキヤリアは東芝の空調部門と合弁で東芝キヤリア空調システムズ株式会社を設立し、同年4月1日に東洋キヤリア工業を子会社化して東芝キヤリア株式会社（とうしばキャリア、英語: Toshiba Carrier Corporation）を発足させた。
東芝キヤリアは家庭用など小型空調設備を担当し、東洋キヤリアは大型空調設備を担当していたが、2008年4月1日に東芝キヤリア空調システムズを存続会社として東芝キヤリア（初代）と東洋キヤリア工業を吸収合併、商号を東芝キヤリア株式会社（二代目）に改めた。また、東芝からの直接出資から東芝子会社で白物家電部門を統括する中間持株会社であった東芝コンシューマエレクトロニクス・ホールディングスの出資となった。
空調だけでなくヒートポンプ給湯器「エコキュート」事業に参入、2009年10月1日付で東芝機器で行っていた電気温水器事業も移管した。
2010年5月1日付で、東芝キヤリアの家庭用エアコン「大清快」ブランド製品の商品企画、製品開発、販売事業を、TOSHIBAブランド白物家電の製造会社である東芝ホームアプライアンス（現・東芝ライフスタイル）に移管したが、製造は東芝キヤリアが受託し製造を継続している。
2014年1月1日付で、当社に出資していた東芝コンシューマエレクトロニクス・ホールディングスが東芝に吸収合併されたことにより、再び東芝からの直接出資になった。2017年7月1日付で東芝の社会インフラ事業が東芝インフラシステムズとして分社化されたのに伴い、同社が親会社となったが、2019年4月1日付で再び東芝からの直接出資に戻っている。
2022年2月7日、東芝は、保有株式60%のうち55%をキヤリア側へ売却することに合意し、それを2022年9月30日までに完了させる予定で、それに伴い東芝キヤリアは東芝の連結対象から除外されることを発表。同年8月1日にキヤリア子会社のGlobal Comfort Solutions LLCに株式が売却され、「東芝キヤリア」のまま（東洋キヤリア工業以来となる）キヤリアの日本法人と化した。
2024年5月1日付で日本キヤリア株式会社（にっぽんキャリア、英語: Carrier Japan Corporation）に商号変更するとともに、本社を神奈川県川崎市から東京都品川区に移転した。なお、製品にはTOSHIBAブランドが引き続き使用されている。

## その他
ニューヨーク州のシラキューズ大学にあるスタジアム「キャリアドーム」は、キヤリアの命名権使用料を一部当てて建設された。ただし、シラキューズの気候とこのドームの使用シーズンの関係で、空調設備は設置されていない。